# Dżulunica (rzeka)
Dżulunica (bułg. Джулюница) – rzeka w północnej Bułgarii, lewy dopływ Starej reki w dorzeczu Dunaju. Długość – 85 km, powierzchnia zlewni – 892 km².
Źródła Dżulunicy znajdują się na północnych stokach szczytu Czumerna w paśmie górskim Eleno-Twyrdiszka Płanina w środkowej Starej Płaninie. Rzeka spływa na północ na Nizinę Naddunajską, gdzie wpada do Starej reki (dopływu Jantry) koło wsi Dżulunica.